# Martin Atkinson
Martin Atkinson (Yorkshire, 31 de Março de 1971) é um árbitro de futebol inglês. Sua primeira partida foi em 20 de abril de 2005, entre Manchester City e Birmingham City.